# Al-Mutawákkil
Al-Mutawákkil 'Alà Al-lah Yaáfar ibn Al-Mu'tásim (marzo de 821 – 11 de diciembre de 861) (en árabe: المتوكل على الله جعفر بن المعتصم‎) fue un califa abasí que reinó (en Samarra) entre el 847 y el 861. Sucedió a su hermano Al-Wáthiq.

Al-Mutawákkil, a diferencia de su hermano y de su padre, no destacó por su entusiasmo por el conocimiento, sino por la magnificencia y su pasión por las grandes construcciones. La Gran Mezquita de Samarra era entonces la más grande del mundo, su minarete, de forma cónica espiral, se alzaba hasta los 55 metros. La mezquita contaba con 17 naves y sus muros estaban recubiertos de mosaicos en cristal azul oscuro. La mezquita formaba parte de la expansión de Samarra hacia el este, construida sobre parte del parque real de caza heredado de los sasánidas. Al-Mutawákkil llegó a construir 20 palacios en la ciudad y Samarra se convirtió en una de las mayores ciudades del mundo; el yacimiento arqueológico actual es uno de los más extensos. La pasión constructora del califa se extendió también a una nueva ciudad, Al-Ya'fariyya, que Al-Mutáwakkil mandó construir junto al Tigris.
Al-Mutawákkil se vio envuelto en numerosas disputas teológicas. Su padre había tolerado al imán chií que había estado predicando en Medina, y en sus primeros años, Al-Mutawákkil siguió con esta política de tolerancia. La creciente reputación del imán Ali al-Hadi hizo que el califa enviase una invitación al imán para que acudiese a Samarra. En esta ciudad, el imán quedó bajo virtual arresto domiciliario y todas sus acciones eran vigiladas, pero no se encontró ninguna excusa para actuar en su contra. Tras la muerte de Al-Mutawákkil, su sucesor mando envenenar al imán, que sería enterrado en Samarra. La población chií sufrió la represión y el santuario de Husayn ibn Ali fue destruido con el fin de detener los peregrinajes al lugar.
Durante su reinado, Al-Mutawákkil se entrevistó con el famoso teólogo bizantino Cirilo, que llegó con la intención de reforzar los lazos diplomáticos entre el Imperio y el Califato, enviado por el emperador bizantino Miguel III.
Algunos grupos minoritarios, como los cristianos nestorianos y los judíos resultaron peor parados. En un decreto de 850 el califa mandó que los cristianos y otros ahl al-dhimma (أهل الذمة) (ver Dhimmi) vistiesen ropas de cierto color y llevasen ciertas marcas de identificación. También se ordenó la destrucción de todas las iglesias y sinagogas construidas después del establecimiento del islam, y la confiscación de una de cada diez casas de cristianos y judíos. Prohibió que cristianos o judíos pudiesen mandar sobre musulmanes, de modo que se les prohibió trabajar para el gobierno.
A pesar de estas acciones, el reinado de Al-Mutawákkil se recuerda por sus numerosas reformas y se considera la época dorada del califato abasí.
Al-Mutawákkil siguió confiando en sus tropas, formadas por esclavos turcos, para reprimir las revueltas internas y para las conquistas exteriores, sobre todo ante los bizantinos, a quienes arrebató Sicilia. Su confianza en estas tropas se volvería contra él: murió asesinado por un soldado turco. Se ha sospechado que este asesinato fue inducido por su hijo al-Muntasir.
A este califa le dedicó su libro un escritor bagdadí llamado Muhammad ibn 'Abdallah ibn 'Umar al-Bazyar al-Bagdadi. Esta obra se conoce bien como Kitab al-Mutawákkil (Libro de Al-Mutawákkil) o como Kitab al-yawarih y hasta no hace mucho tan solo era conocida por medio de la versión castellana medieval titulada Libro de los animales que cazan, traducción que se concluyó el 9 de abril de 1250 y que se conserva en dos manuscritos de diferente factura: uno en la Biblioteca Nacional de España (ms. Reservado 270) procedente de la colección de Sir Thomas Phillipps (olim ms. 11719) y otro en la Biblioteca del Real Monasterio de El Escorial (ms. V.II.19).